# Giuseppe Pinto
Giuseppe Pinto (Noci, 26 de mayo de 1952) es un arzobispo y diplomático italiano.
Nacido el 26 de mayo de 1952 en Noci, una localidad italiana de la provincia de Bari. Es ordenado sacerdote el 1 de abril de 1978. Doctor en Derecho Canónico ingresó al servicio diplomático de la Santa Sede, en 1984
El 4 de diciembre de 2001 es designado Nuncio Apostólico en Senegal, Mali, Guinea-Bissau y Cabo Verde, y Delegado Apostólico en Mauritania, siendo nombrado también Arzobispo Titular de Anglona. Recibió la consagración episcopal el 6 de enero de 2002 en la Basílica de San Pedro por el Papa Juan Pablo II.
El 5 de febrero de 2002 es nombrado Nuncio Apostólico por los estados de Mali, Cabo Verde y Guinea-Bissau. El 6 de diciembre de 2007, el Papa Benedicto XVI lo nombra Nuncio Apostólico en Chile, cargo en que se desempeña hasta el 10 de mayo de 2011, cuando es nombrado Nuncio Apostólico en Filipinas. El día 31 de julio es aceptada su renuncia por el Papa Francisco